# Mir Həsən Vəzirov
Mir Həsən Mir Kazım oğlu Vəzirov (ros. Мир-Гасан Кязим оглы Везиров, ur. 1889 w Şuşy, zm. 20 września 1918) – azerski rewolucjonista, jeden z liderów Komuny Bakijskiej.
Urodzony w rodzinie nauczyciela, podczas nauki w gimnazjum związał się z ruchem rewolucyjnym, represjonowany przez władze carskie za działalność wywrotową. eserowiec, od 1917 pracował z bolszewikami, od listopada 1917 członek Komitetu Wykonawczego Rady Bakijskiej, 1918 ludowy komisarz rolnictwa Komuny Bakijskiej. W maju 1918 zastępca przewodniczącego Komitetu Wykonawczego Rady Deputatów Chłopskich Powiatu Bakijskiego, 18 czerwca 1918 podpisał dekret Bakijskiej Rady Komisarzy Ludowych o konfiskacie posiadłości ziemskich i przekazaniu ich pracującym chłopom. Aresztowany, następnie rozstrzelany wraz z innymi komisarzami Komuny Bakijskiej.